# John W. Cornforth

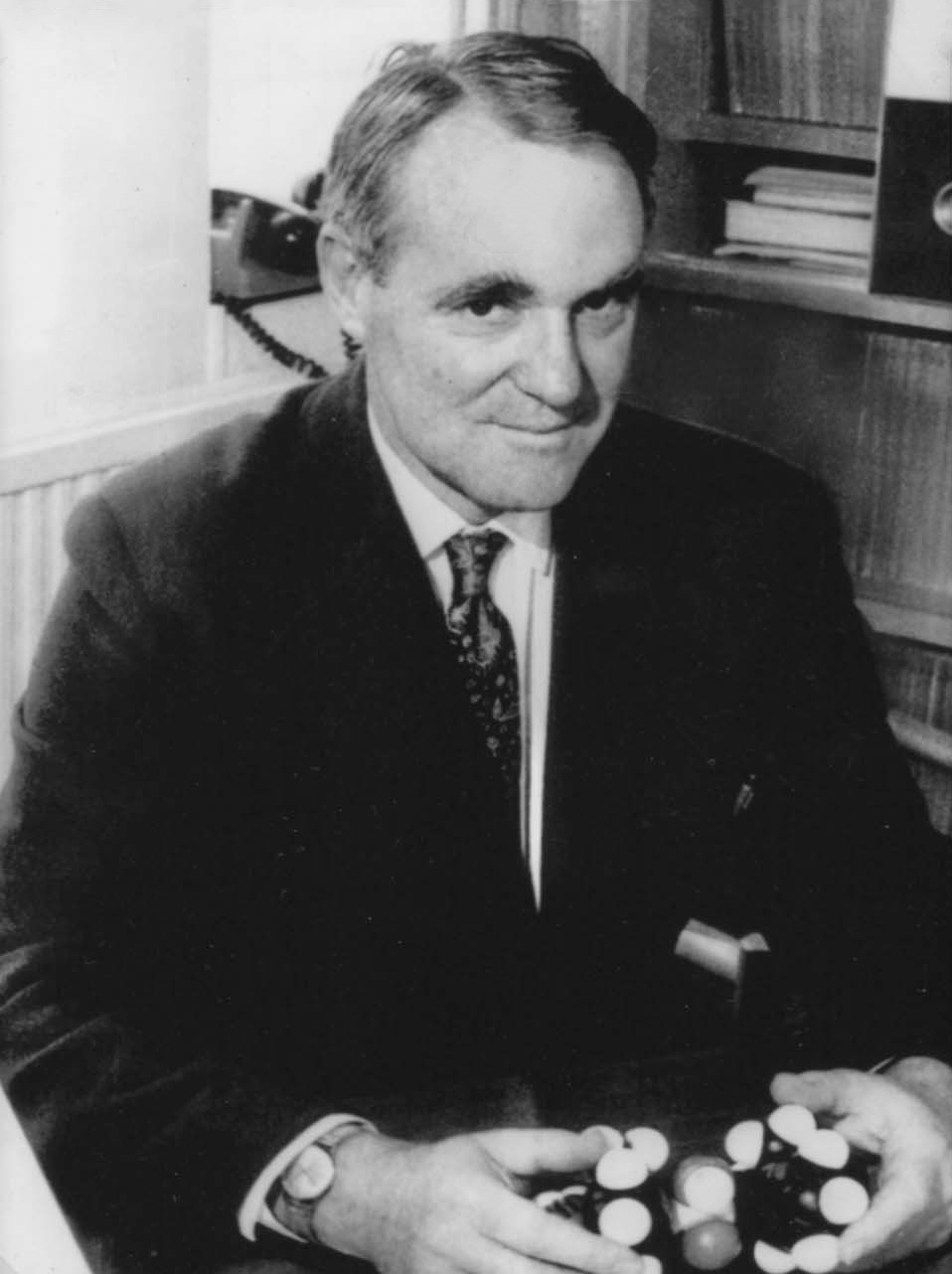
John W. Cornforth (1975)

Sir John Warcup „Kappa“ Cornforth AC, CBE (* 7. September 1917 in Sydney, Australien; † 8. Dezember 2013 in Sussex, Vereinigtes Königreich) war ein australischer Chemiker und Nobelpreisträger.

## Leben und Werk
Cornforth wurde 1917 in Sydney als zweites von vier Kindern der Familie geboren. Seine Mutter stammte von deutschstämmigen Einwanderern und war Krankenschwester, sein englischer Vater Lehrer für Englisch und Altphilologie. Seine Kindheit verbrachte er in Armdale, einem ländlichen Gebiet in New South Wales.
Seit seinem zehnten Lebensjahr litt Cornforth an Otosklerose, die im Laufe eines Jahrzehnts zur vollständigen Gehörlosigkeit führte. Trotz der Krankheit begann er im Alter von 16 Jahren organische Chemie an der Universität von Sydney zu studieren. 1937, mit 20 Jahren, beendete er erfolgreich und mit Auszeichnungen das Studium mit dem Bachelor-Abschluss und erhielt die Universitätsmedaille. An der Universität Sydney lernte er seine spätere Frau Rita Harradence (1915–2012), ebenfalls eine organische Chemikerin, kennen, als diese einen wertvollen Claisen-Kolben im Labor zerbrochen hatte und sich an Cornforth wandte, der dafür bekannt war, dass er Glas blasen konnte. Die beiden heirateten im Jahr 1941 und hatten einen Sohn und zwei Töchter. Er arbeitete später mit seiner Frau eng zusammen (sie half ihm auch beim Kommunizieren wegen seiner Taubheit).
1938 erhielt er seinen Master-Abschluss und ging 1939 mit einer 1851 Exhibition Overseas Scholarship an die Universität Oxford, wo er 1941 bei Robert Robinson promoviert wurde (Ph.D.). Seine Frau gewann unabhängig dasselbe Stipendium und promovierte in Oxford im selben Jahr. Beide waren im St. Catherine’s College und arbeiteten mit Robert Robinson.  Während des Zweiten Weltkriegs beschäftigte sich Cornforth unter Robinson und Howard Florey mit chemischen Aspekten von Penicillin (Konzentration, Reinigung, Strukturbestimmung u. a.). Er war 1949 Mitautor von The Chemistry of Penicillin. Cornforth wechselte 1946 zum National Institute for Medical Research (in Hampstead und später in Mill Hill), wo er sich wieder der Synthese von Steroiden zuwandte, bei denen er weiter mit Robinson zusammenarbeitete. Hier begann auch seine Zusammenarbeit mit George Popjak. Er war Teil der Gruppe von Robert Robinson, der 1951 die erste Totalsynthese eines nicht-aromatischen Steroids (Epi-Androsteron und daraus weitere Steroide wie Cholesterin) gelang, parallel und in Konkurrenz zu den Arbeiten von Woodward. 1962 wurde er Ko-Direktor (mit Popjak) des Milstead Laboratory für chemische Enzymologie des Shell Research Institute in Sittingbourne, dessen Direktor er 1968 bis 1975 war. Er lehrte auch 1965 bis 1971 an der University of Warwick und ab 1971 an der University of Sussex. 1975 bis 1982 war er Royal Society Research Professor an der University of Sussex.
Durch Verwendung von Wasserstoffisotopen, die es erlaubten die Stellen des Substrats festzulegen, an denen ein Enzym angriff, klärte er den Mechanismus von Enzym-Substrat-Reaktionen, insbesondere bei der Cholesterin-Biosynthese.

## Ehrungen und Auszeichnungen
Cornforth erhielt viele Preise und Auszeichnungen. Die Royal Society of Chemistry verlieh ihm 1953 die Corday-Morgan-Medaille und 1965 die Flintoff-Medaille sowie 1968 die Pedler-und-Robert-Robinson-Dozentur. Die American Chemical Society verlieh ihm 1968 den Ernest Guenther Award. 1975 wurde Cornforth für seine Arbeiten über die Stereochemie von Enzym-Katalyse-Reaktionen mit dem Chemie-Nobelpreis ausgezeichnet, gemeinsam mit Vladimir Prelog. 1976 erhielt er die Royal Medal. 2000 wurde er Millenium Fellow der Royal Society of Chemistry. 1972 wurde er als Commander in den Order of the British Empire aufgenommen und 1977 als Knight Bachelor geadelt. 2001 erhielt er die australische Centenary Medal. 1977 wurde er Ehrendoktor der University of Sydney. 1972 erhielt er den Prix Roussel und 1965 mit Popjak die Ciba Medal der Biochemical Society. 1975 wurde er Australian of the  Year.
Cornforth war seit 1953 Mitglied der Royal Society, die ihm 1982 die Copley Medal verlieh. Außerdem war er Mitglied der American Academy of Arts and Sciences (seit 1973) und der National Academy of Sciences der Vereinigten Staaten (seit 1978). 1977 wurde er Mitglied der Australian Academy of Sciences und 1978 Mitglied der Königlich Niederländischen Akademie der Wissenschaften. 1994 wurde er zum ordentlichen Mitglied der Academia Europaea gewählt.